# پل پانزر
پل پانزر (انگلیسی: Paul Panzer؛ ۳ نوامبر ۱۸۷۲ – ۱۶ اوت ۱۹۵۸) یک هنرپیشه اهل آلمان بود. وی بین سال‌های ۱۹۰۵ تا ۱۹۵۲ میلادی فعالیت می‌کرد.
از فیلم‌ها یا برنامه‌های تلویزیونی که وی در آن نقش داشته است می‌توان به بیل سفیر کبیر، کازابلانکا، فرانکنشتاین، مخاطرات پائولین، کاپیتان بلاد، غزل غزل‌ها، مکبث، مردگان متحرک، تارزان ملقب به ببر، رومئو و ژولیت، آنتونیوس و کلئوپاترا و بزن‌بکوب! اشاره کرد.